# سیارک ۹۳۹۳
سیارک ۹۳۹۳ (به انگلیسی: 9393 Apta، نامگذاری:1994PT14) نه هزار و سیصد و نود و سومین سیارک کشف شده‌است که در ۱۰ اوت ۱۹۹۴ کشف شد.
قدر مطلق سیارک برابر ۲۴.۵ است.